# Zoutpansbergi Köztársaság
Zoutpansbergi Köztársaság (afrikaansul: Republiek van Zoutpansberg) a mai Dél-afrikai Köztársaság Limpopo nevű tartományában alapított búr állam volt 1849 és 1858 között. Alapítója Andries Hendrik Potgieter, aki 1838-ban létrehozta a Winburg–Potchefstroomi Köztársaságot (ez később különvált potchefstroomi és winburgi köztársaságra), valamint a Lydenburgi Köztársaságot is szintén 1849-ben.
Az első telepesek Zoutpansberg területére 1835-ben érkeztek Louis Tregardt és Hans van Rensburg vezetésével. Potgieter 1845-ben költözött ide és fogott bele a közösség szervezésébe, amely négy évvel később önálló államként deklarálta magát.
Központjában templomot és egy erődítést építettek. Ez a búr köztársaság feküdt a lehető legtávolabb az angolok ellenőrizte területektől. A közeli Mozambikból a portugálok kereskedelmi állomást létesítettek Zoutpansbergben, ahol virágzásnak indult az elefántcsont-kereskedelem és a fegyvercsempészet.
Potgieter 1852-ben meghalt. Utódja fia, Pete Potgieter lett, aki két évvel később egy, a helyi őslakókkal vívott harcban esett el. Utána Stephanus Schoeman tábornok követte őt az elnöki székben, aki a város katonai parancsnoka is volt. Schoeman után nevezték el a köztársaság fővárosát és névadóját, Zoutpansberget Schoemansdal-ra, amelynek ekkortájt körülbelül 1800 lakója volt.
Schoeman a Marthinus Wessel Pretoriusszal folytatott tárgyalásokat követően 1858-ban egyesítette az országot Transvaallal. Az állam fennállásának utolsó évében Schoeman betegsége miatt Janse van Rensburg látta az elnöki teendőket.
Zoutpansberg egyesülése Transvaallal bár formálisan megtörtént, a gyakorlatban viszont csak a búr polgárháborút követően (1864) lett annak része.
A területet a búrok 1867-ben elhagyták, miután a vendák törzse felégette Schoemansdalt. Ezt követően szakadár búrok és más fehérek éltek öntörvényű szabad közösség formájában, akiket a búr államokban megvetettek és törvényenkívülieknek számítottak. Ez a közösség számos esetben követett el bűncselekményeket is.